# Ipolyszalka
Ipolyszalka vagy Szalka (szlovákul Salka) község  Szlovákiában, a Nyitrai kerület Érsekújvári járásában.

## Fekvése
Párkánytól 7 kilométerre észak-északkeletre fekszik, az 564-es út mentén, az Ipoly jobb partján. A magyarországi Letkés határátkelőjétől alig 1 kilométerre nyugatra található, azzal az 1518-as út köti össze, mely a túlparti 1201-es útból kiágazó 12 111-es számú mellékút folytatása.

## Élővilága

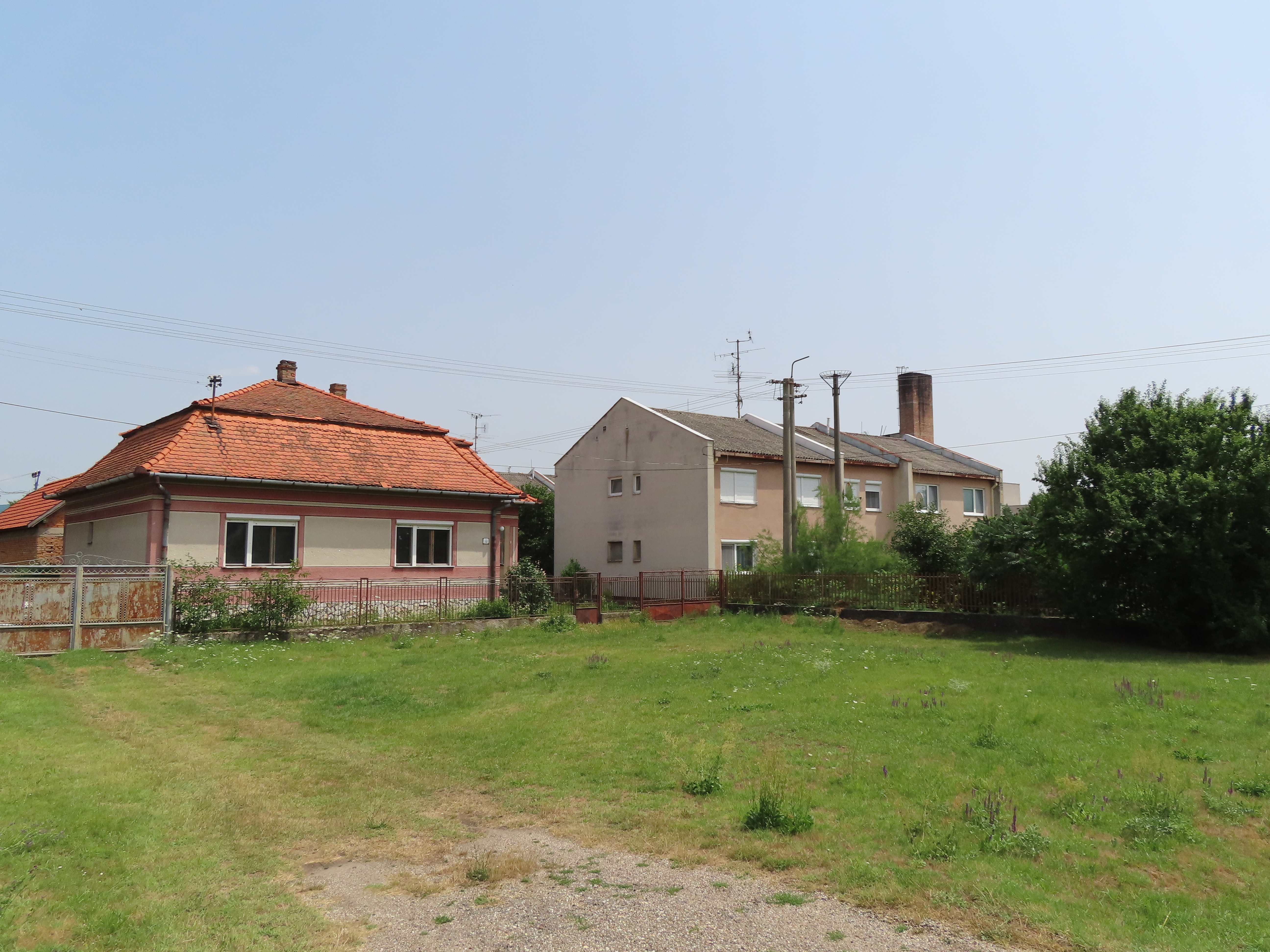
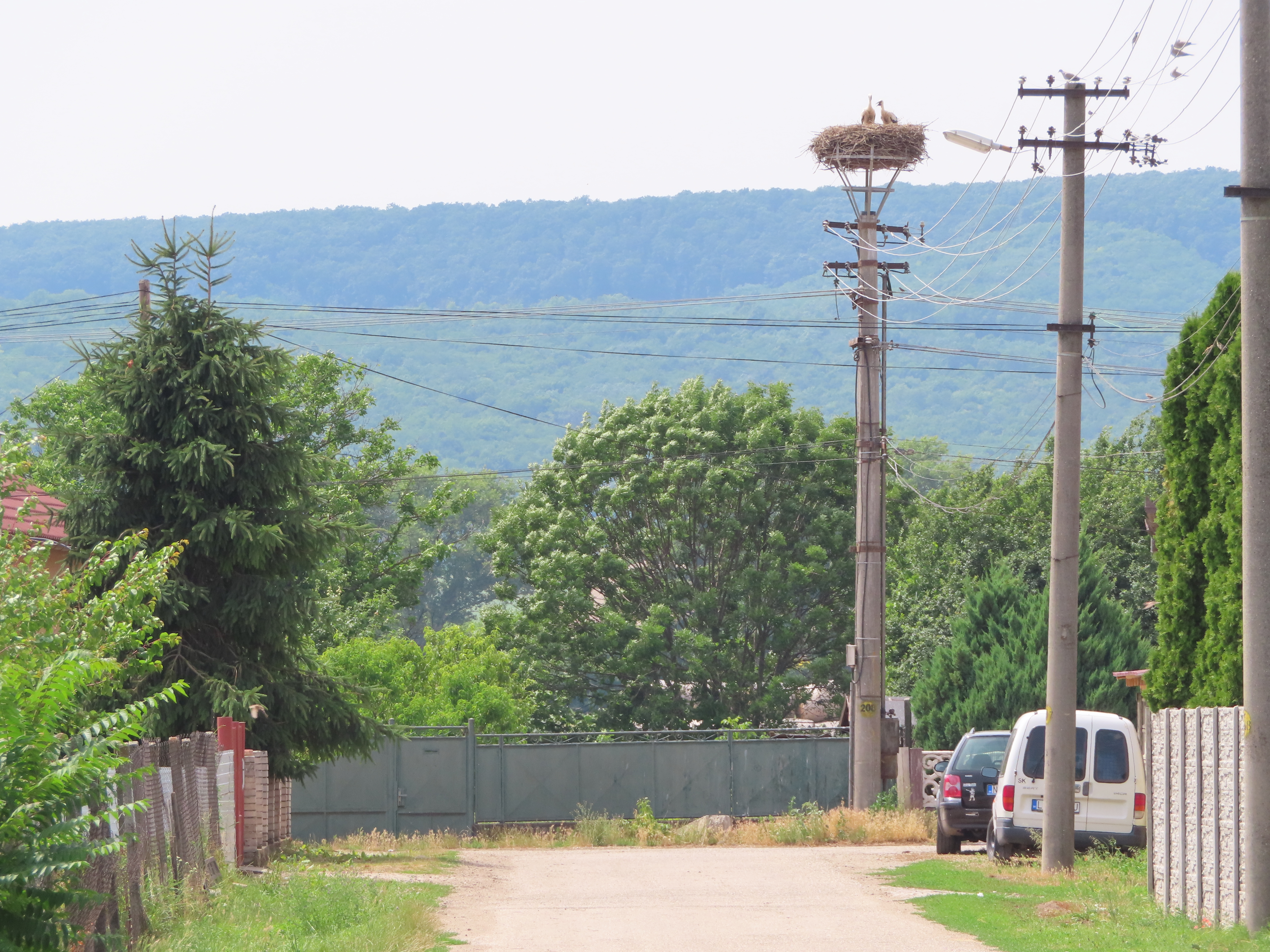
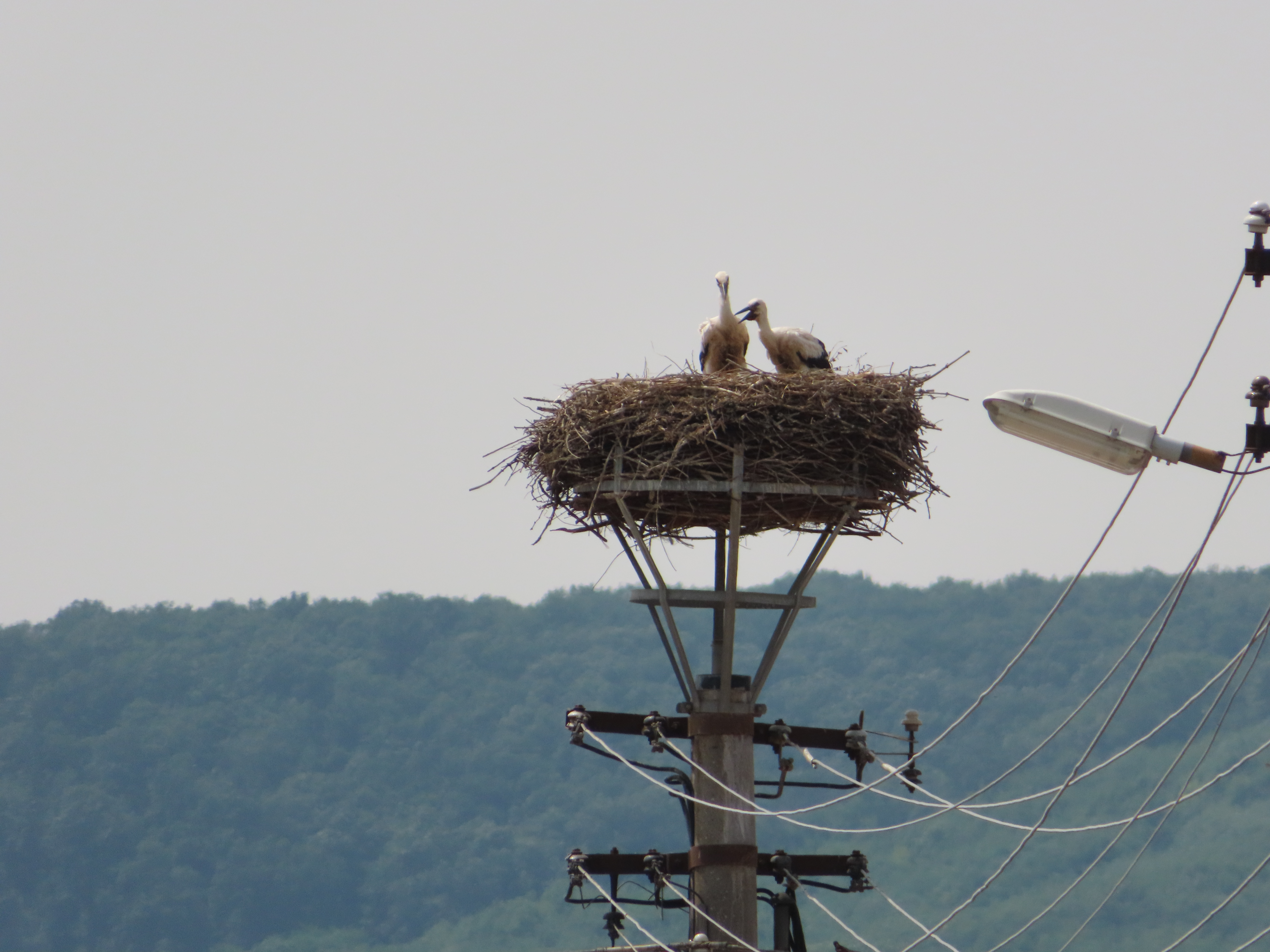

A faluban egy gólyafészket és egy alátétet tartanak nyilván. 2021-ben a Szentháromság szoborral szembeni utcában 2 fióka kelt ki.

## Nevének eredete

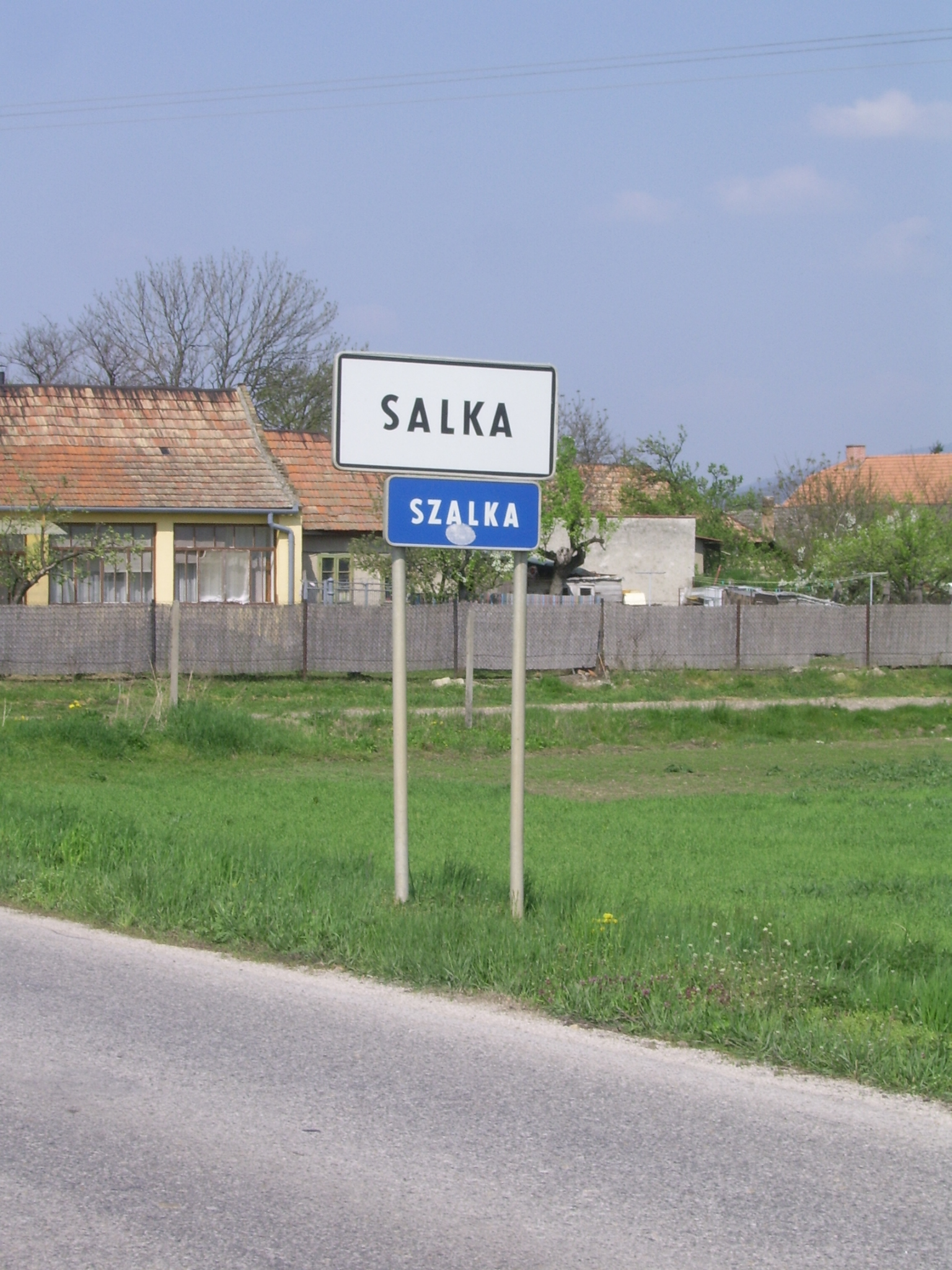
A falu helységnévtáblája 2010-ből

A legkorábbi fennmaradt írott forrásban (1156) Zalka formában jelenik meg.
A falu nevét már a 19. század közepén is Ipolyszalka (esetleg Ipolyszálka) formában használták, megkülönböztetve Mátészalkától, de később mégis a Szalka forma volt hivatali használatban.
1908-ban a magyar közigazgatásban az 1898/IV. törvénycikk nyomán a Belügyminisztérium az Ipolyszalka magyar formát tette hivatalossá. Az első bécsi döntést követően újból és mindvégig ezt a hivatalos magyar formát használták.
A második világháború után Csehszlovákiában a jogfosztások ideje alatt a magyar nyelv használatát előbb betiltották, majd korlátozták. Az 1948-as februári kommunista fordulat után fokozatos enyhülés következett. A szlovák jogrend értelmében a településeknek vagy azok részeinek ma is csak egy hivatalos szlovák neve van, tehát a magyar helységnévhasználat a kormányrendeletek mellékletei ellenére nem minősülnek hivatalos magyar helynévnek. Az 534/2011 sz. szlovák kormányrendeletének melléklete értelmében a szlovákiai közigazgatásban használható magyar forma Szalka (ezt használják az önkormányzatok  a magyar nyelvű érintkezésükben legalább 1999-től, amióta a korábbi kormányrendelet hatályos és ez szerepel többek között a helységnévtáblákon is). A kisebbségi kormánybiztos hivatala által összeállított lista azonban nem veszi figyelembe még a szlovákiai azonos magyar névalakokat sem, mint ahogy a lista szlovák politikai befolyásoltsága is egyértelmű (kiváltképp e falu esetében is).

## Története
A település területe ősidők óta lakott, határában az újkőkori vonaldíszes kerámia és a lengyeli kultúra települését, valamint a kora bronzkori hatvani kultúra emberének urnasírjait találták meg. További urnasírok kerültek elő a hallstatt korból is. A 2. századból római kori település, a 10. századból pedig a belobrdi kultúra, azaz honfoglalás kori temető került elő.
Anonymus szerint már a honfoglaló magyarok is megszálltak itt. A falut 1156-ban említik először "Zalka" néven, ekkor királyi birtok. Ebből az időből említik vámszedőhelyét és királyi sóraktárait. 1261-ben a király az esztergomi érseknek adja, mely egészen 1848-ig birtokosa a falunak. 1295-ben a Hont-Pázmány nemzetségbeli Kázmér fiai dúlják fel a települést.
Szűz Máriának szentelt templomát 1332-ben említik először. A falu a középkorban a módosabb települések közé tartozott. 1544-ben határában verte meg Thury György és Nyáry Ferenc serege a környéket fosztogató török sereget.
Az 1715-ös összeírásban malmát, szőlőskertjét és 57 adózó portáját említik. Mária Terézia vásártatási és mezővárosi jogokkal ruházta fel, ekkor már az Alsó-Ipolymente legjelentősebb települése volt. 1828-ban 195 házában 1173 lakos élt, akik főként mezőgazdasággal, szövéssel, hímzéssel foglalkoztak. A 18. században még virágzott a szőlőtermesztés, lótenyésztés és állattartás is.
Vályi András szerint "SZÁLKA. Magyar Mezőváros Hont Várm. földes Ura az Esztergomi Érsekség, lakosai katolikusok, és másfélék is, fekszik Esztergomhoz 1 3/4 mértföldnyire; határja jeles, réttye, legelője hasznos, javai külömbfélék."
Fényes Elek szerint "Szalka, magyar m. v. Honth vmegyében, Esztergomtól 1 1/2 mfdnyire az Ipoly jobb partján: 1184 kath. 5 evang. lak. Kath. paroch. templom. Határa nagy kiterjedésű és termékeny, terem sikeres buzát, rozsot, árpát, zabot, kukoriczát, dohányt, bort. Rétjei kétszer kaszálhatók; téres legelőjén sok szarvasmarhát lovat, juhot, tenyészt. F. u. az esztergomi érsek."
A trianoni békeszerződésig Hont vármegye Szobi járásához tartozott, ezután az új csehszlovák állam része lett. 1938 és 1945 között ismét Magyarország része volt.

## Népessége
| Év:            | 1994. | 2004.   | 2014.   | 2024.   |
| -------------- | ----- | ------- | ------- | ------- |
| Emberek száma: | 1107  | 1059    | 1017    | 983     |
| Eltérés:       |       | -4,33 % | -3,96 % | -3,34 % |

| Év:            | 2023. | 2024.   |
| -------------- | ----- | ------- |
| Emberek száma: | 979   | 983     |
| Eltérés:       |       | +0,40 % |

1880-ban 1460 lakosából 1392 magyar és 11 szlovák anyanyelvű volt.
1890-ben 1586 lakosából 1576 magyar és 3 szlovák anyanyelvű volt.
1900-ban 1609 lakosából 1607 magyar és 1 szlovák anyanyelvű volt.
1910-ben 1590 lakosából 1586 magyar és 2 szlovák anyanyelvű volt.
1921-ben 1609 lakosából 1568 magyar és 24 csehszlovák volt.
1930-ban 1703 lakosából 1479 magyar, 129 csehszlovák, 7 zsidó, 1 egyéb nemzetiségű és 87 állampolgárság nélküli volt. Ebből 1656 római katolikus, 7-7 evangélikus és izraelita, 4 református, 1 görög katolikus és 28 egyéb vallású volt.
1941-ben 1693 lakosából 1617 magyar, 1 szlovák és 75 egyéb nemzetiségű volt.
1970-ben 1496 lakosából 1438 magyar, 55 szlovák, 2 cseh és 1 orosz volt.
1980-ban 1314 lakosából 1253 magyar és 57 szlovák volt.
1991-ben 1150 lakosából 1103 magyar és 44 szlovák volt.
2001-ben 1075 lakosából 1001 magyar és 62 szlovák volt.
2011-ben 1052 lakosából 960 magyar, 72 szlovák, 3 cseh, 2 szerb, 1 orosz és 14 ismeretlen nemzetiségű volt.
2021-ben 974 lakosából 835 (+30) magyar, 77 (+23) szlovák, 3 egyéb és 59 ismeretlen nemzetiségű volt.

## Neves személyek
- Itt született a 18. században Ipoly Gáspár esztergomi kanonok, majd szentgyörgymezei prépost.
- Itt született 1842-ben Csepreghy Ferenc népszínműíró, szülőházán születésének 150. évfordulóján emléktáblát helyeztek el.
- Itt született 1867-ben Halász Ferenc író, lapszerkesztő.
- Itt született 1887-ben Radványi Kálmán nyelvész, író, lapszerkesztő.
- Itt született 1917-ben Turczel Lajos irodalomtörténész, kritikus. Itt helyezték örök nyugalomra 2007. október 2-án.
- Itt él és alkot Albert István képzőművész és festő.
- Itt hunyt el 1944-ben Ferenczy György katolikus plébános, szentszéki tanácsos.

## Nevezetességei

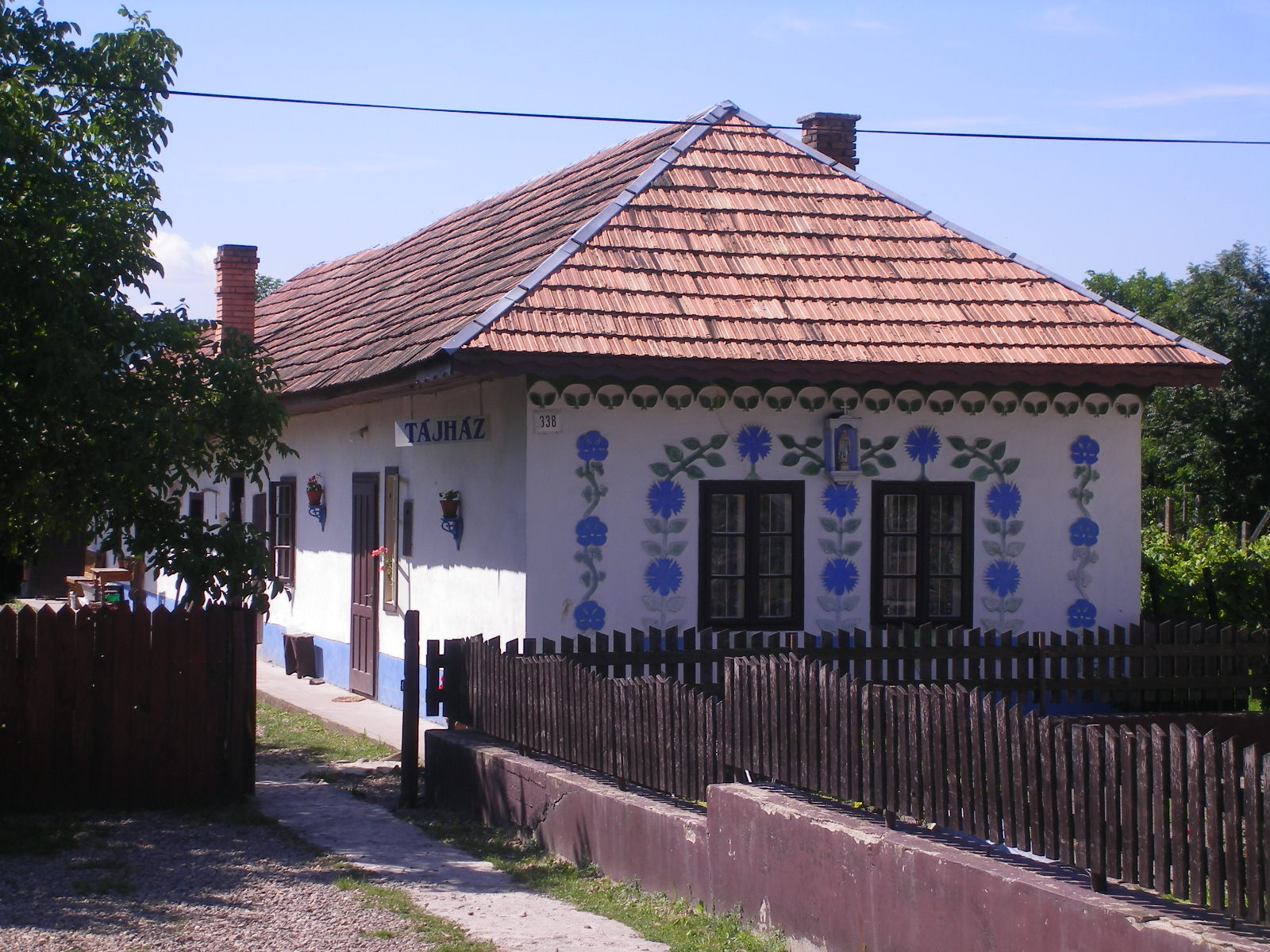
A Tájház

- Szűz Mária mennybemenetele tiszteletére szentelt, római katolikus temploma a 18. század második felében épült. 1850-ben bővítették. Keresztelőkútja a 15. századból való, késő gótikus. Szent Péter és Szent Pál szobra a 18. századból való.
- Az út menti Szent Flórián és Szűz Mária szobrok 18. századiak.
- A Szentháromság-szobrot 1851-ben állíttatta Zeifer Ferenc és Varga Anna (a szobron latin nyelvű felirat látható).
- A templom mellett álló Krisztus-szoborfülkét 1856-ban állíttatta Varga Joáhim.
- 1907. szeptember 1-jén avatták fel az óvodaként és leányiskolaként működő Szent Teréz Intézetet. 1950-től általános iskolaként működött tovább 1984-ig, az új iskola felépítéséig.
- A településen rendezik évente az Ipolyparti Randevú nevű fesztivált június utolsó hétvégéjén, a szabadtéri színpadon; valamint kézművestábort tartanak 3 turnusban (júliusban és augusztusban) a Tájházban.
- A szalkai Tájház naponta 8-16 óráig tart nyitva a látogatók számára.
- A községet Verne Gyula is megemlíti „A Dunai hajós” című művében.

## Képtár

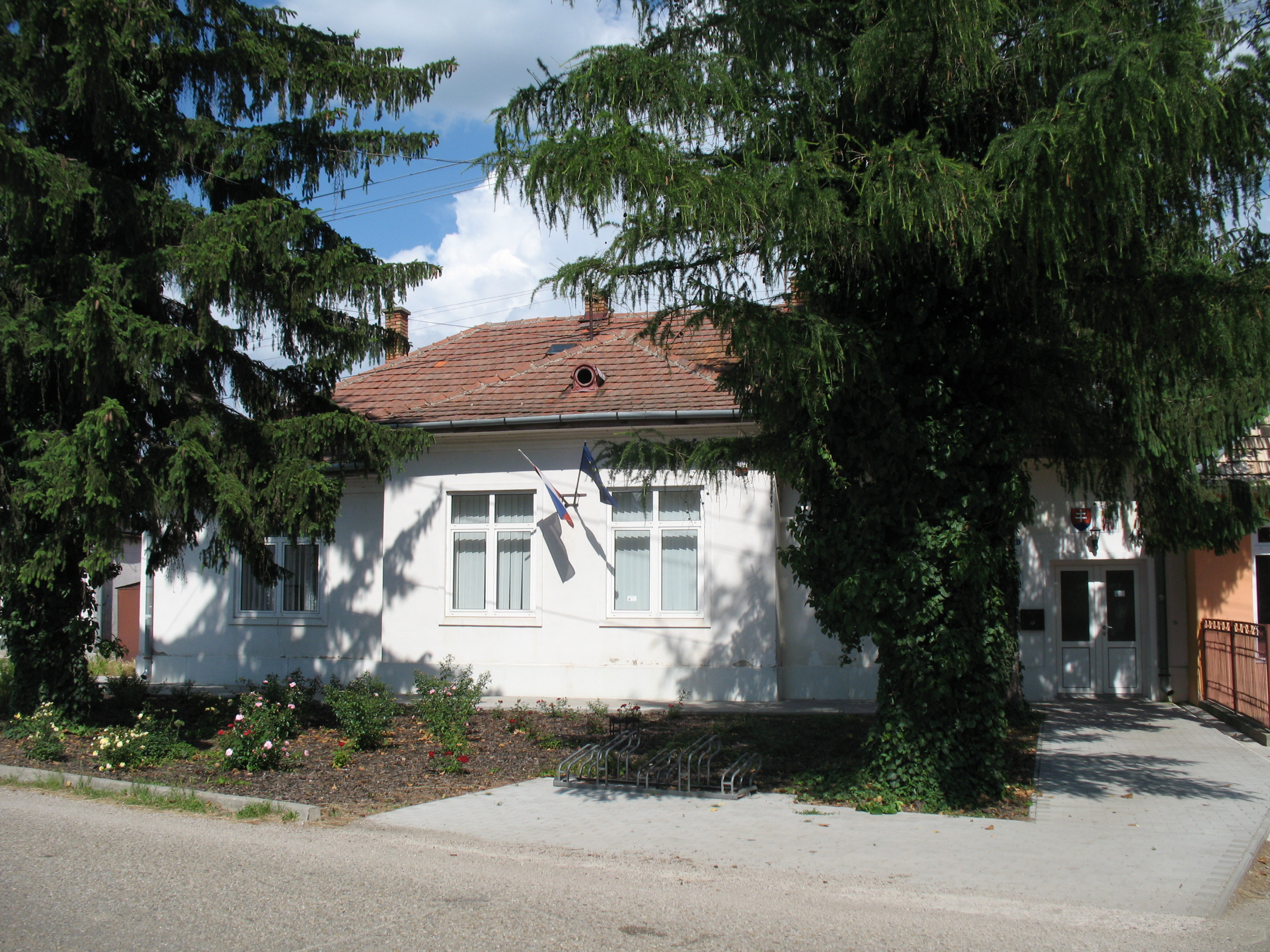
A községháza
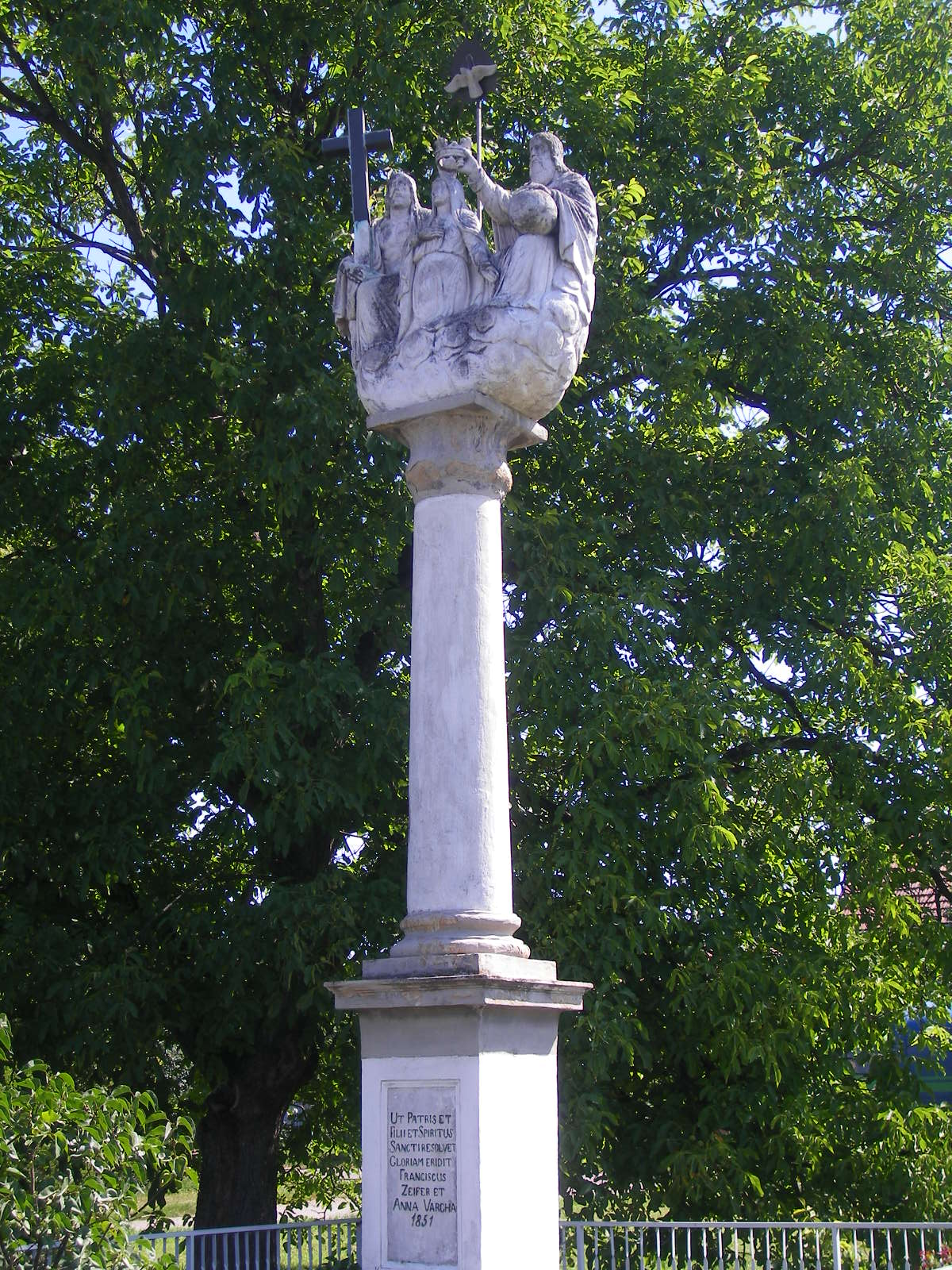
A Szentháromság-szobor
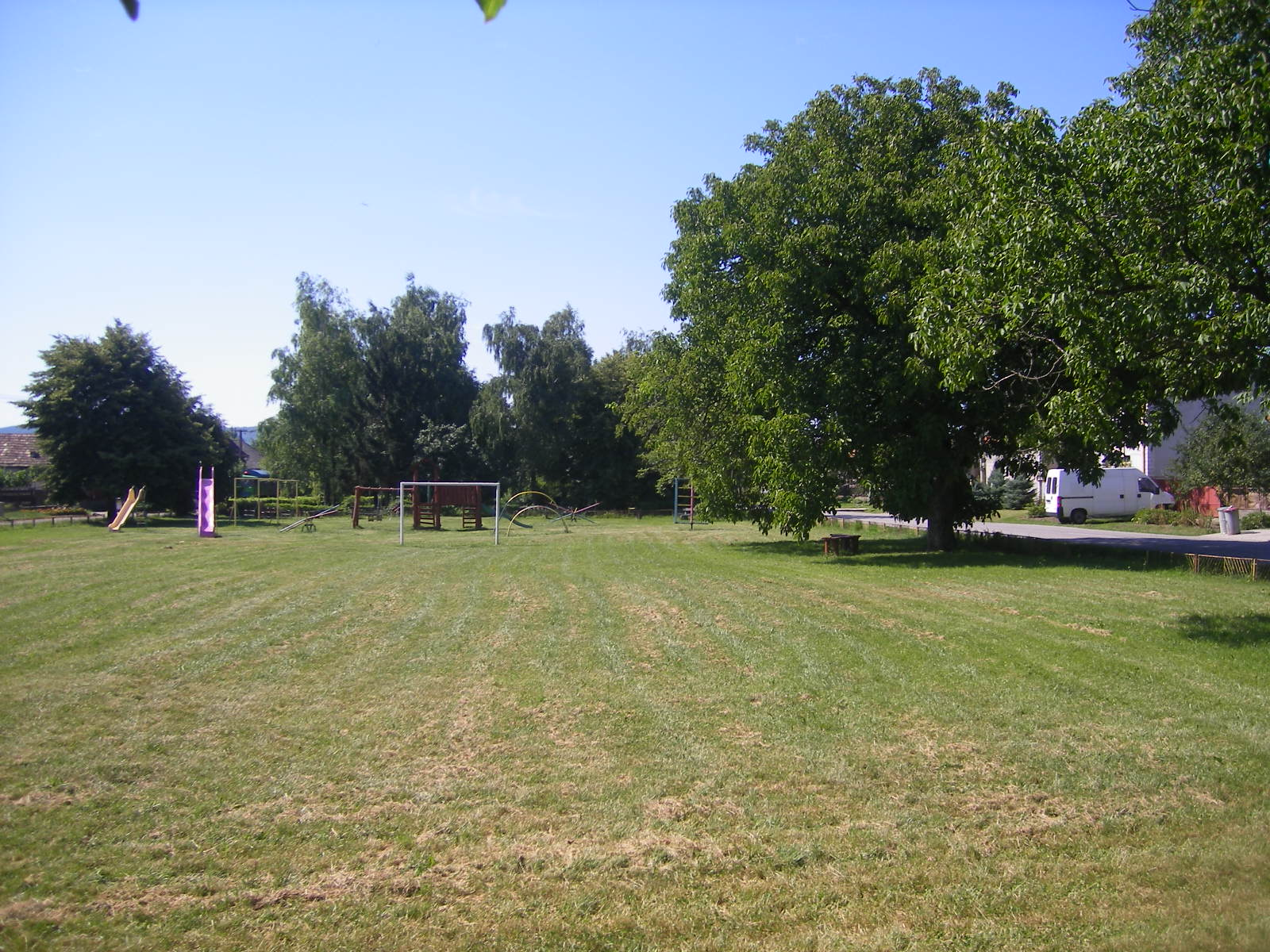
Park a falu központjában
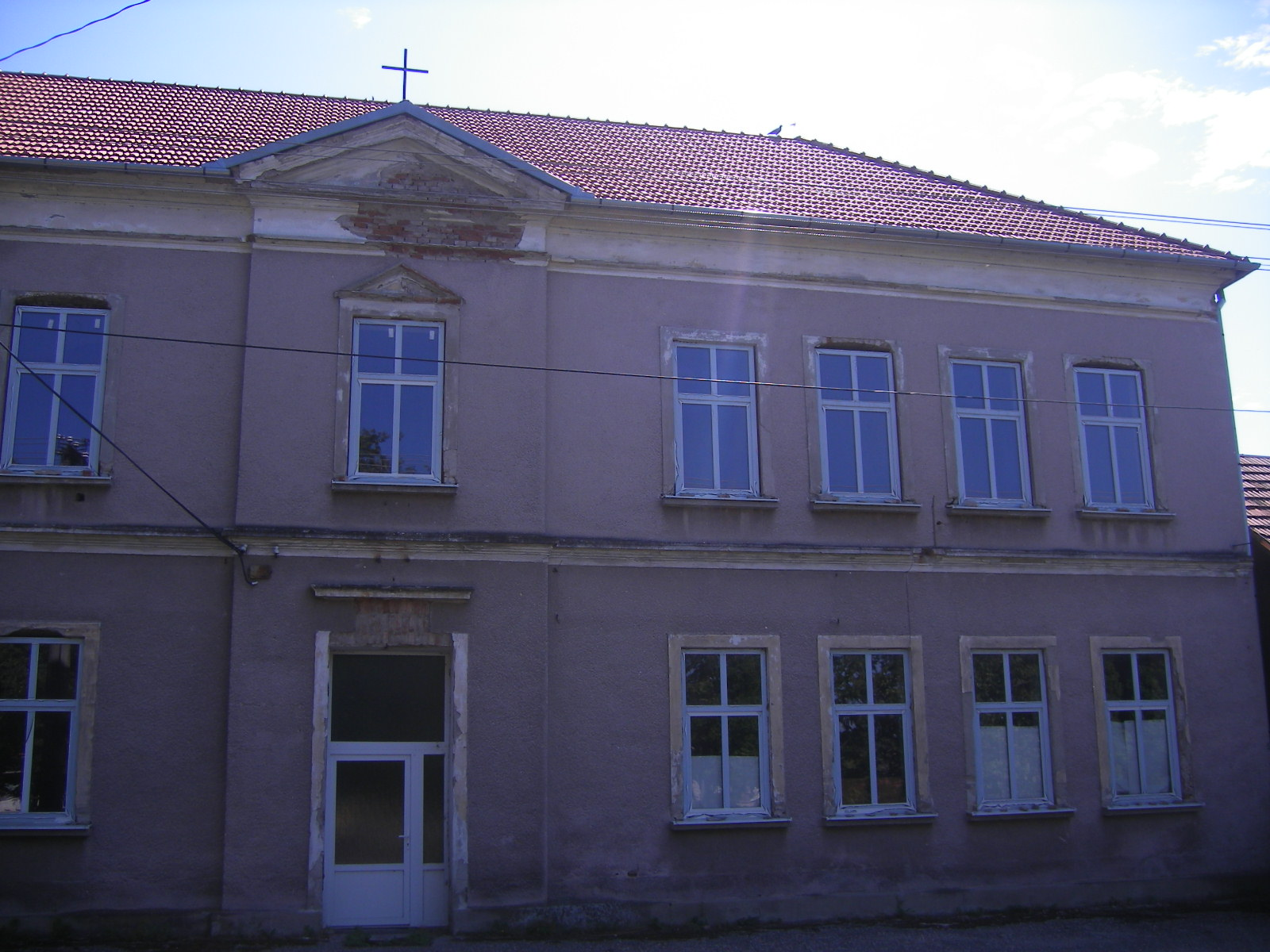
A régi iskola épülete
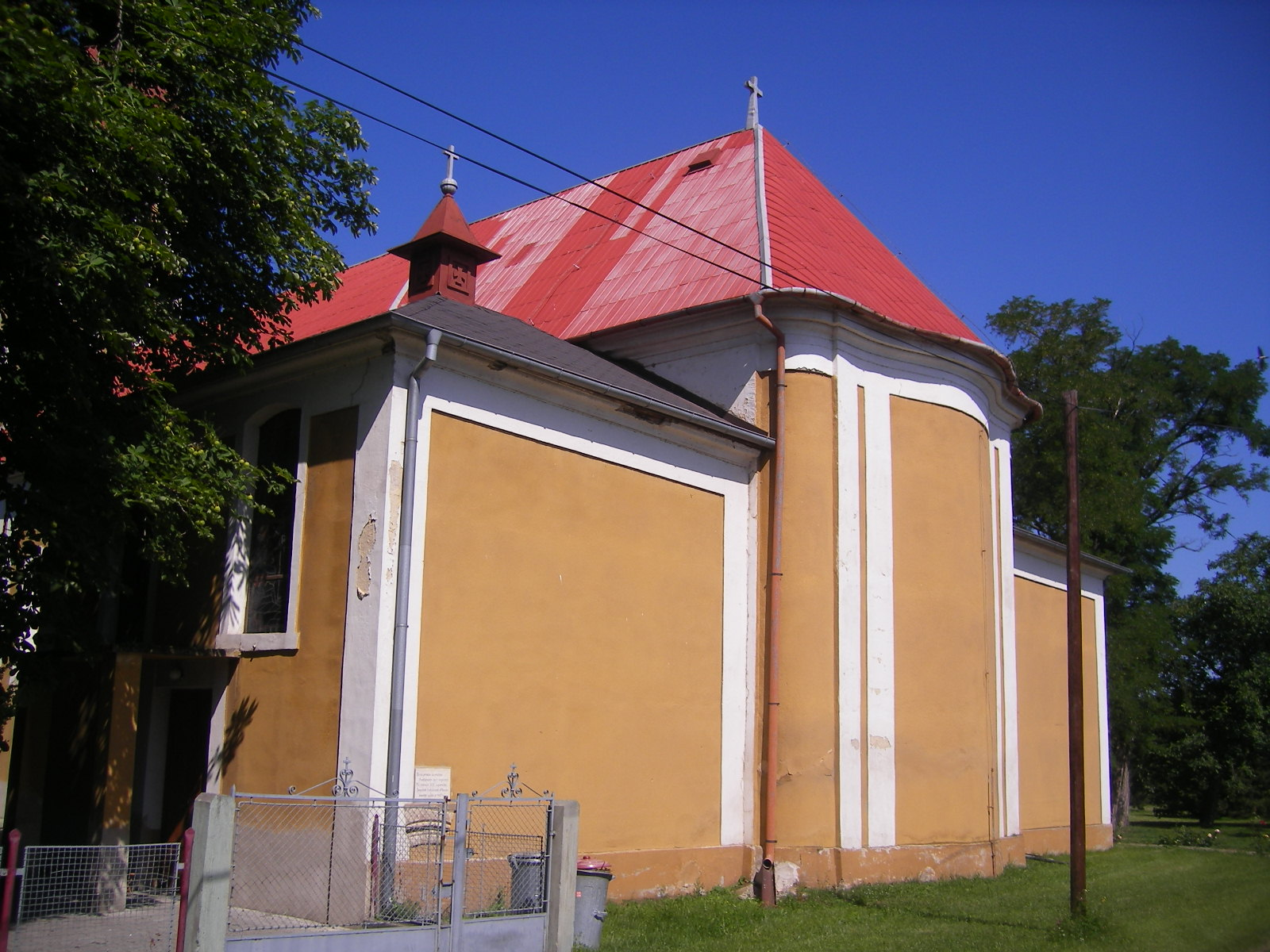
A katolikus templom
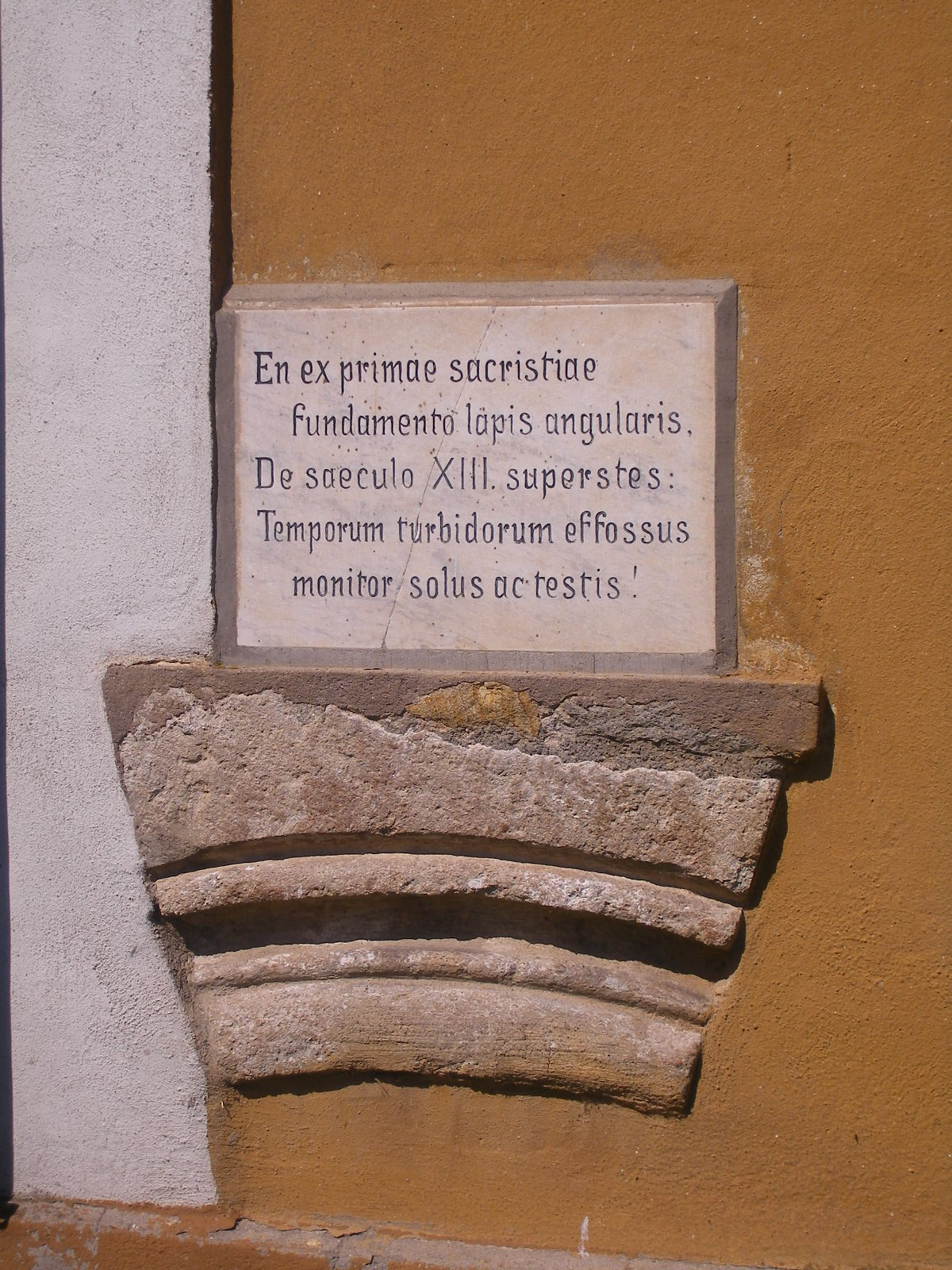
Emléktábla a katolikus templom falán
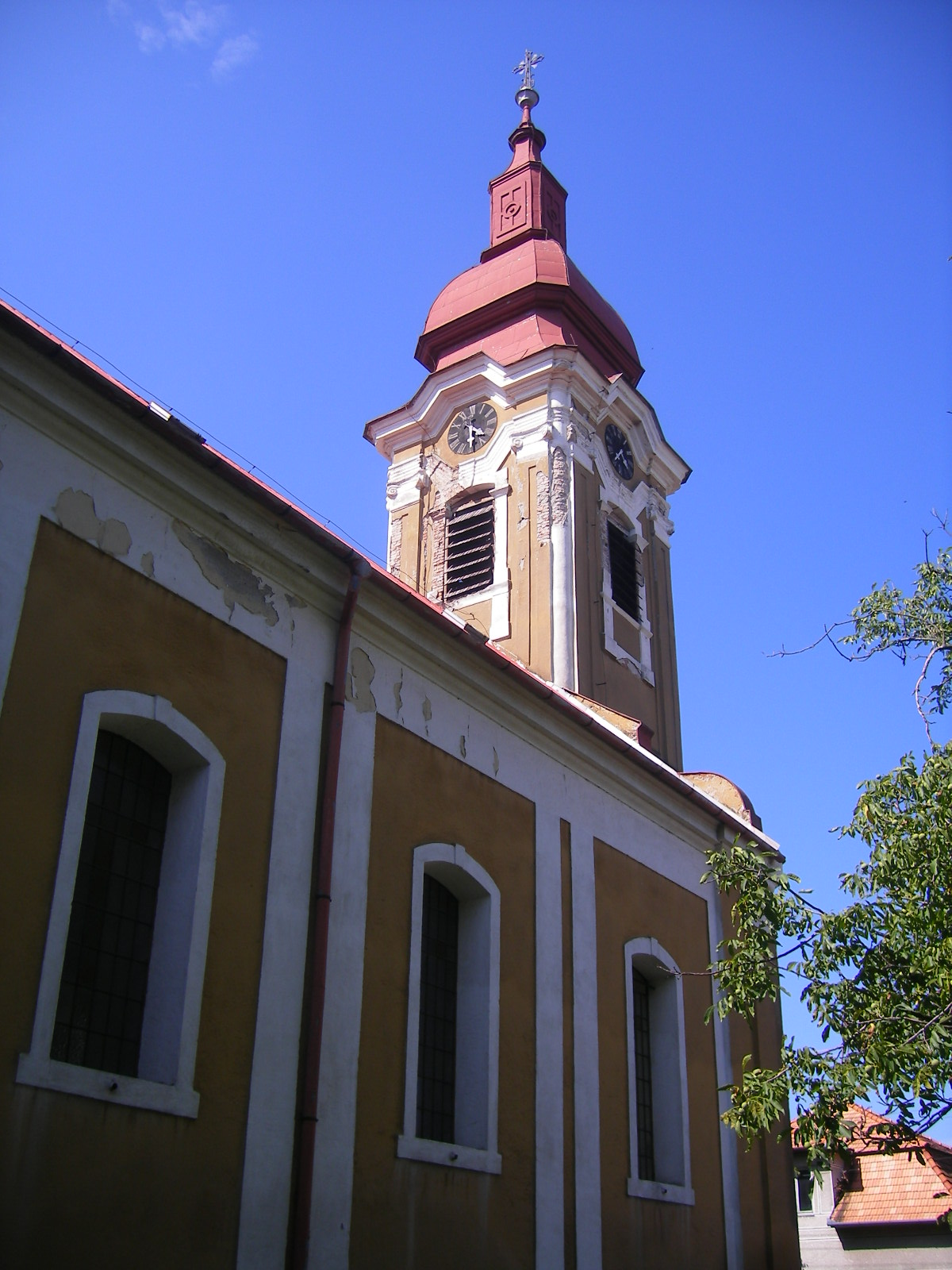
A katolikus templom
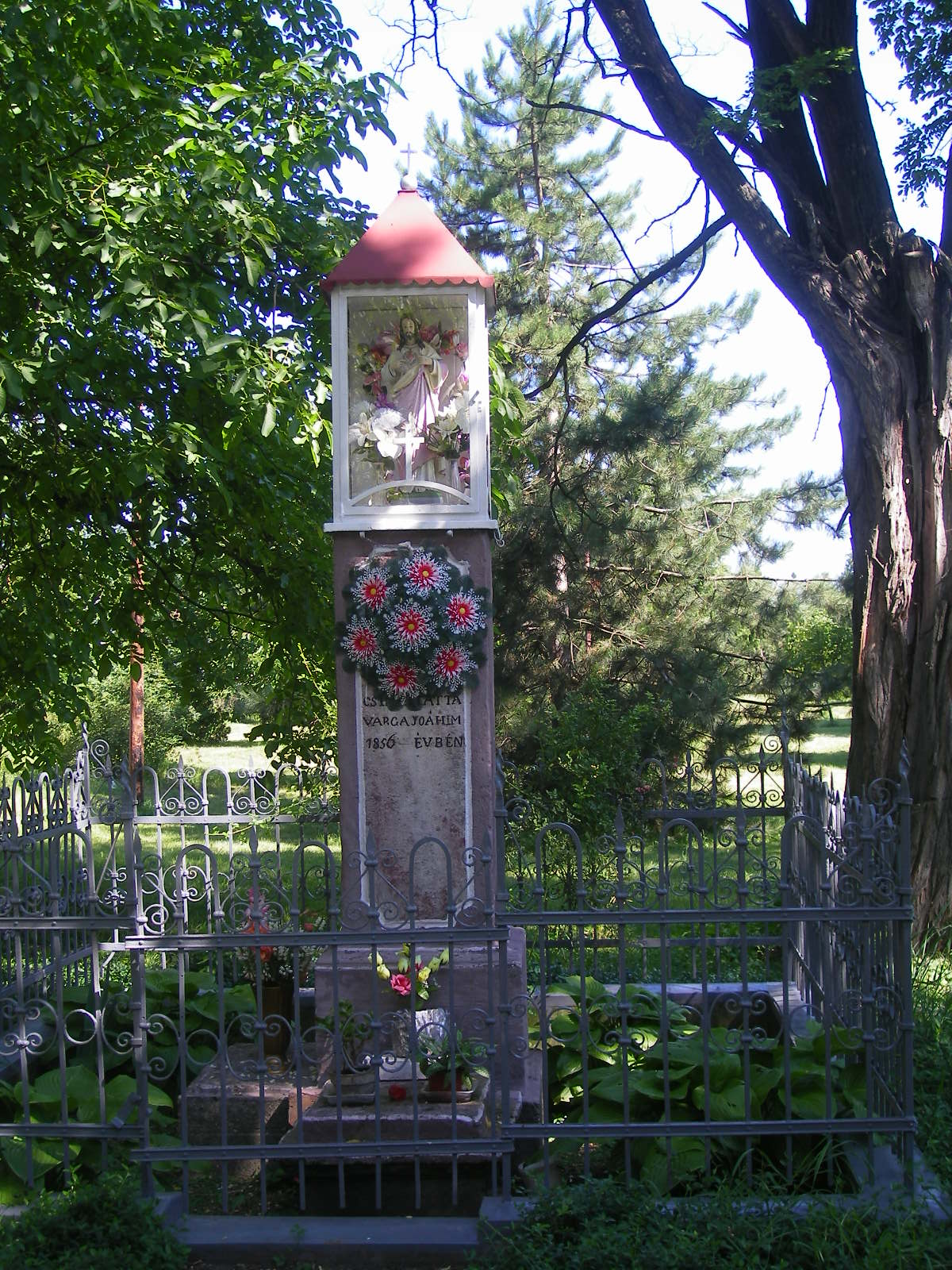
A templom mellett álló Krisztus-szobor
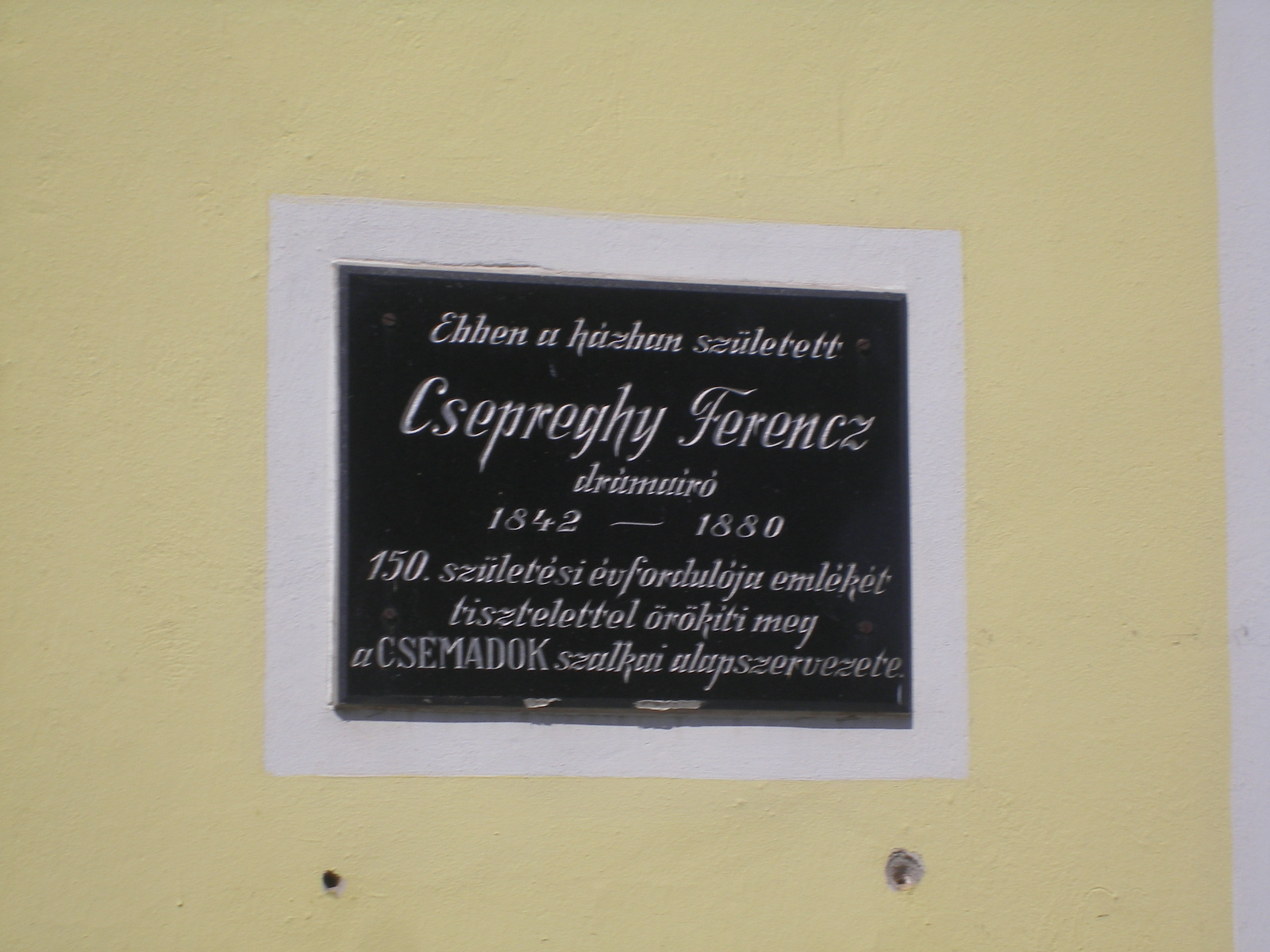
Emléktábla Csepreghy Ferenc szülőházán
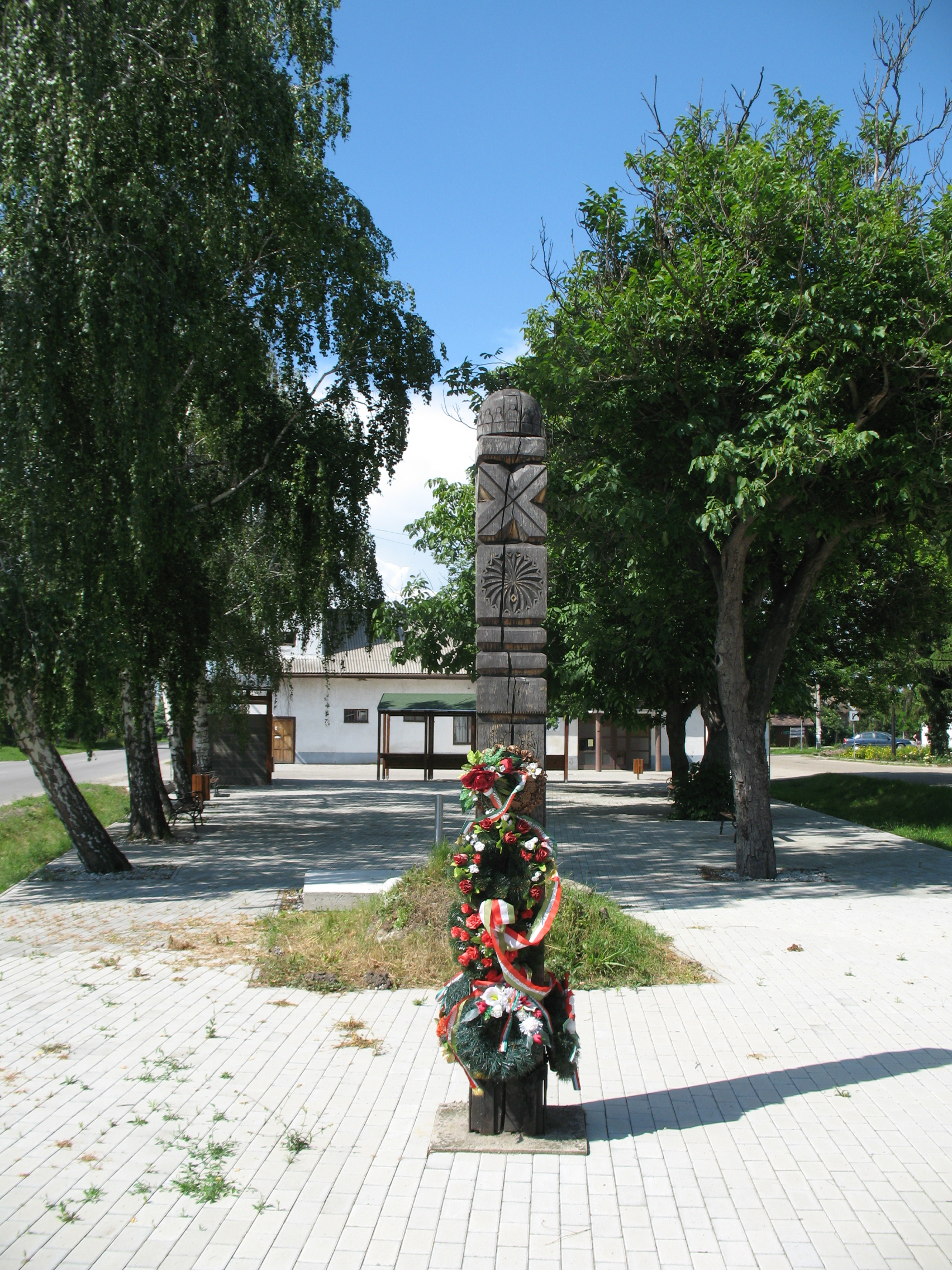
Kopjafa
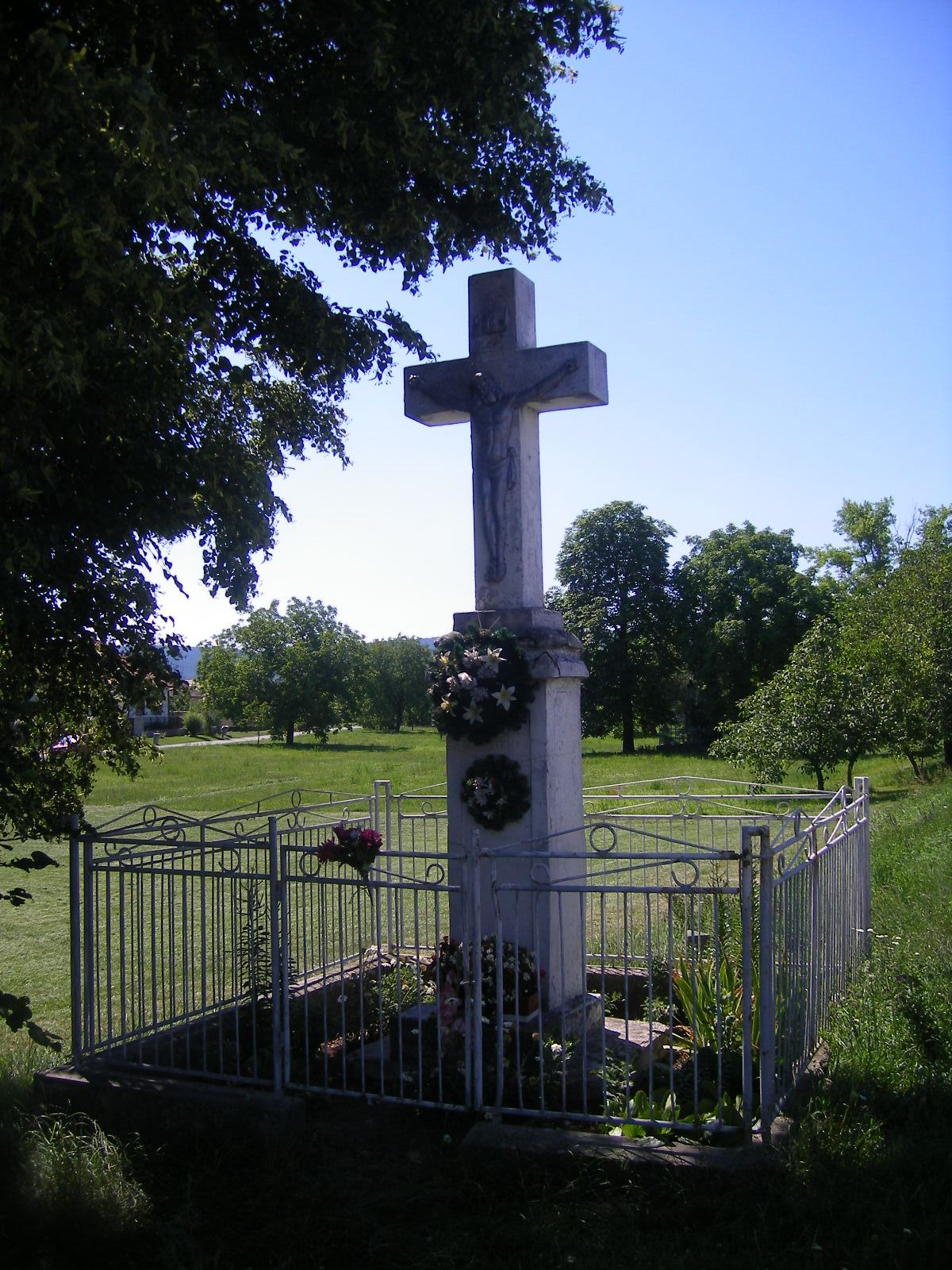
Útmenti feszület
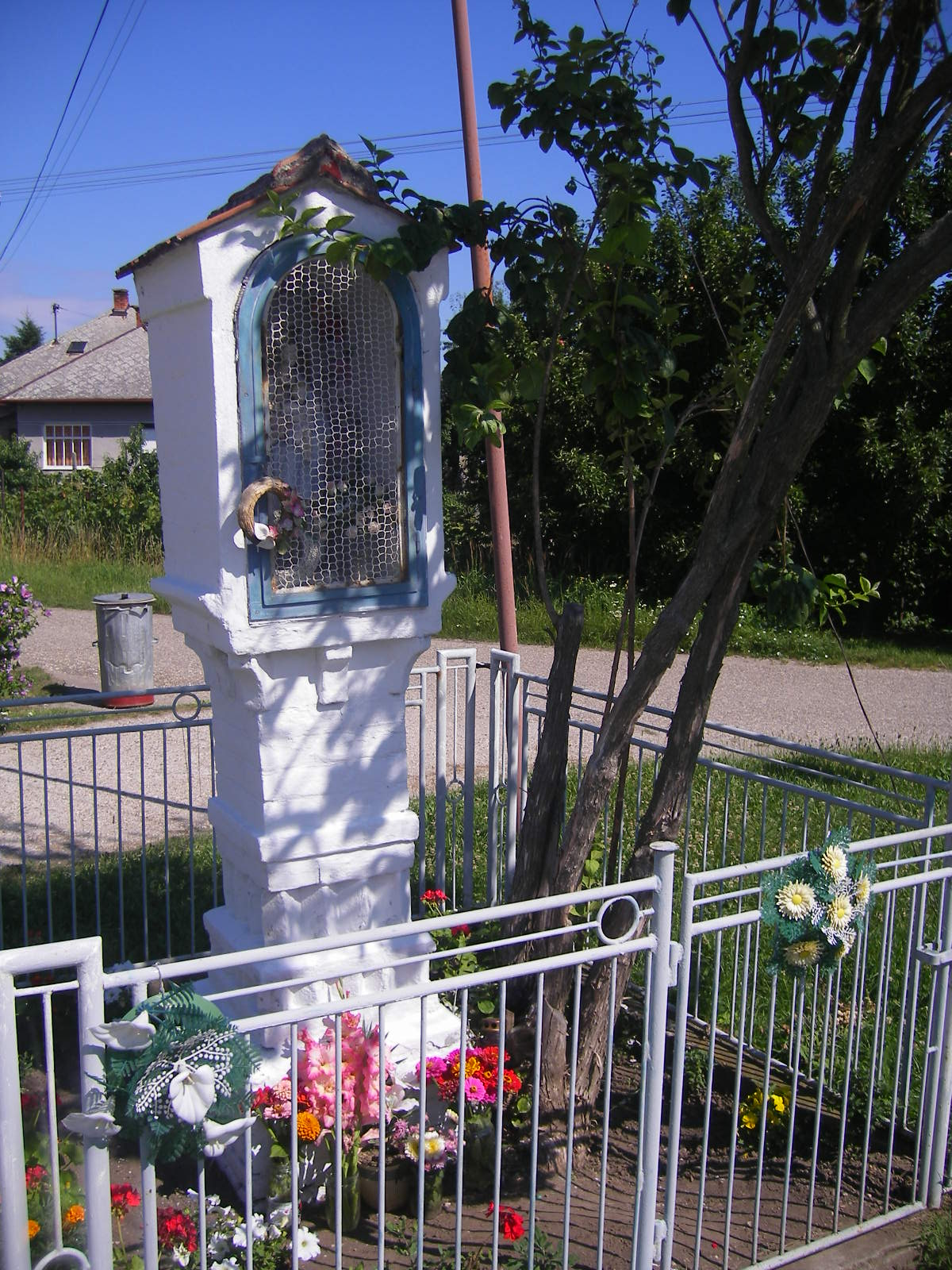
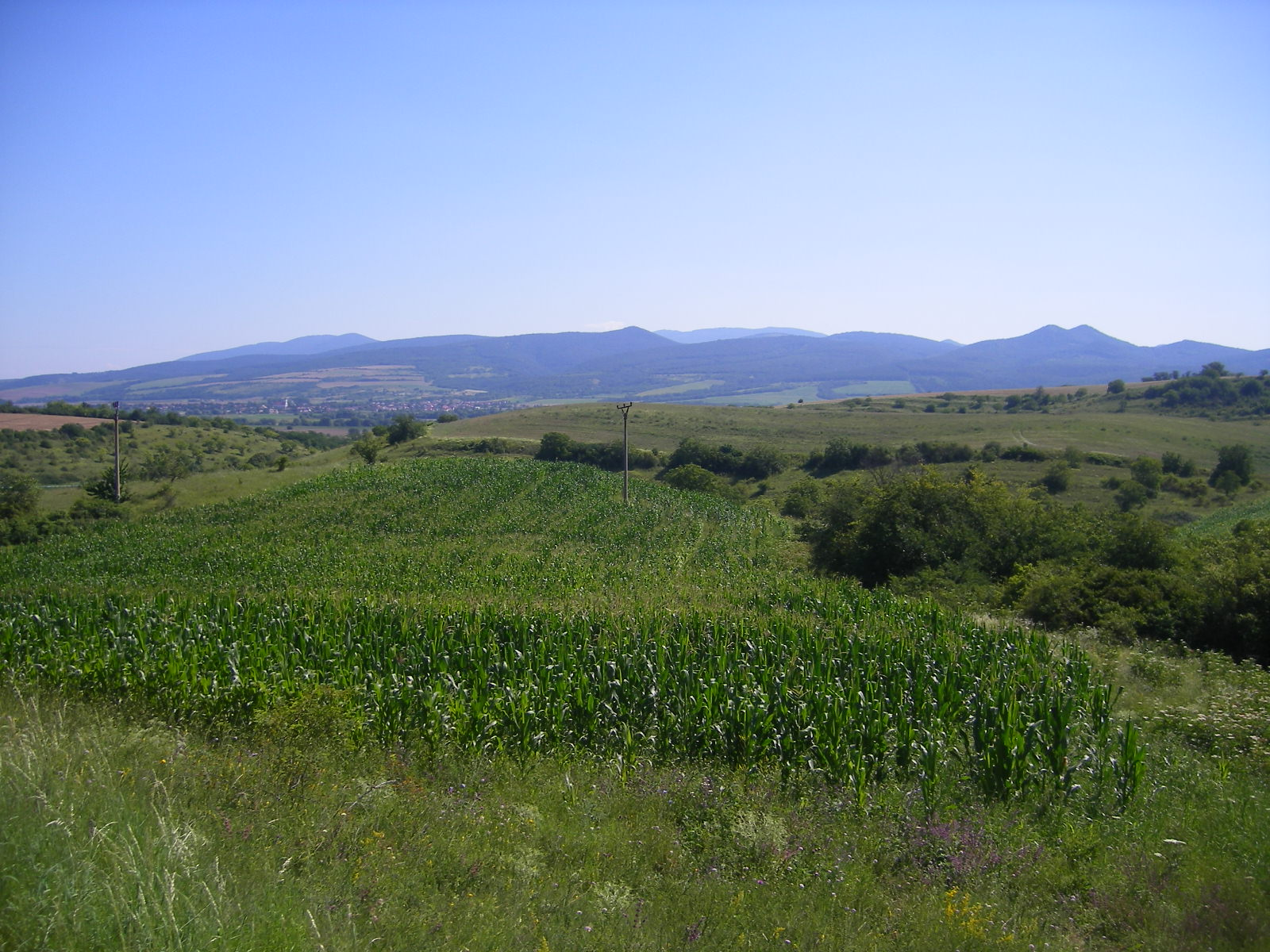
Ipolyszalka látképe Bajta felől (háttérben a Börzsöny).
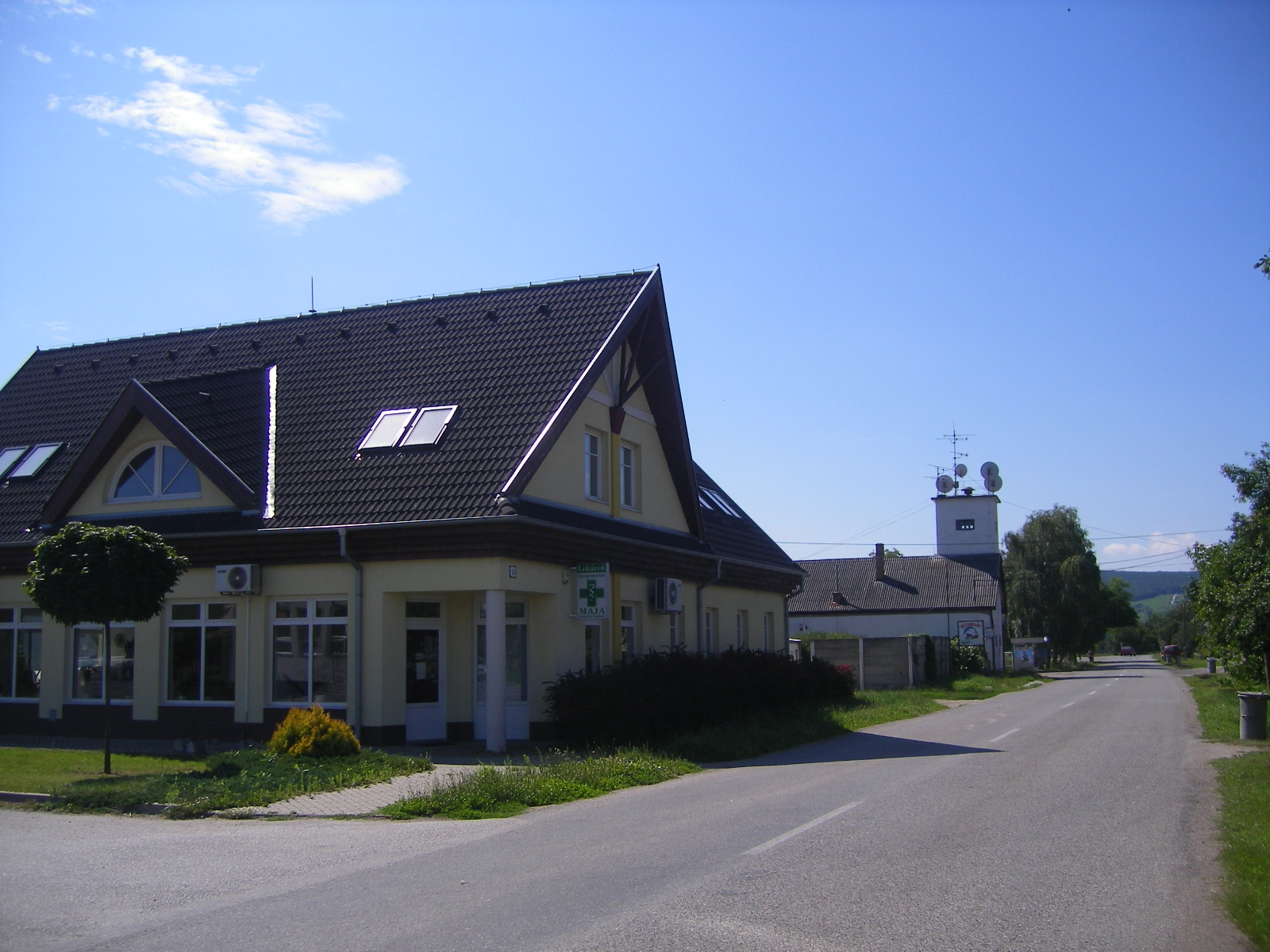
Ipolyszalkai utcakép
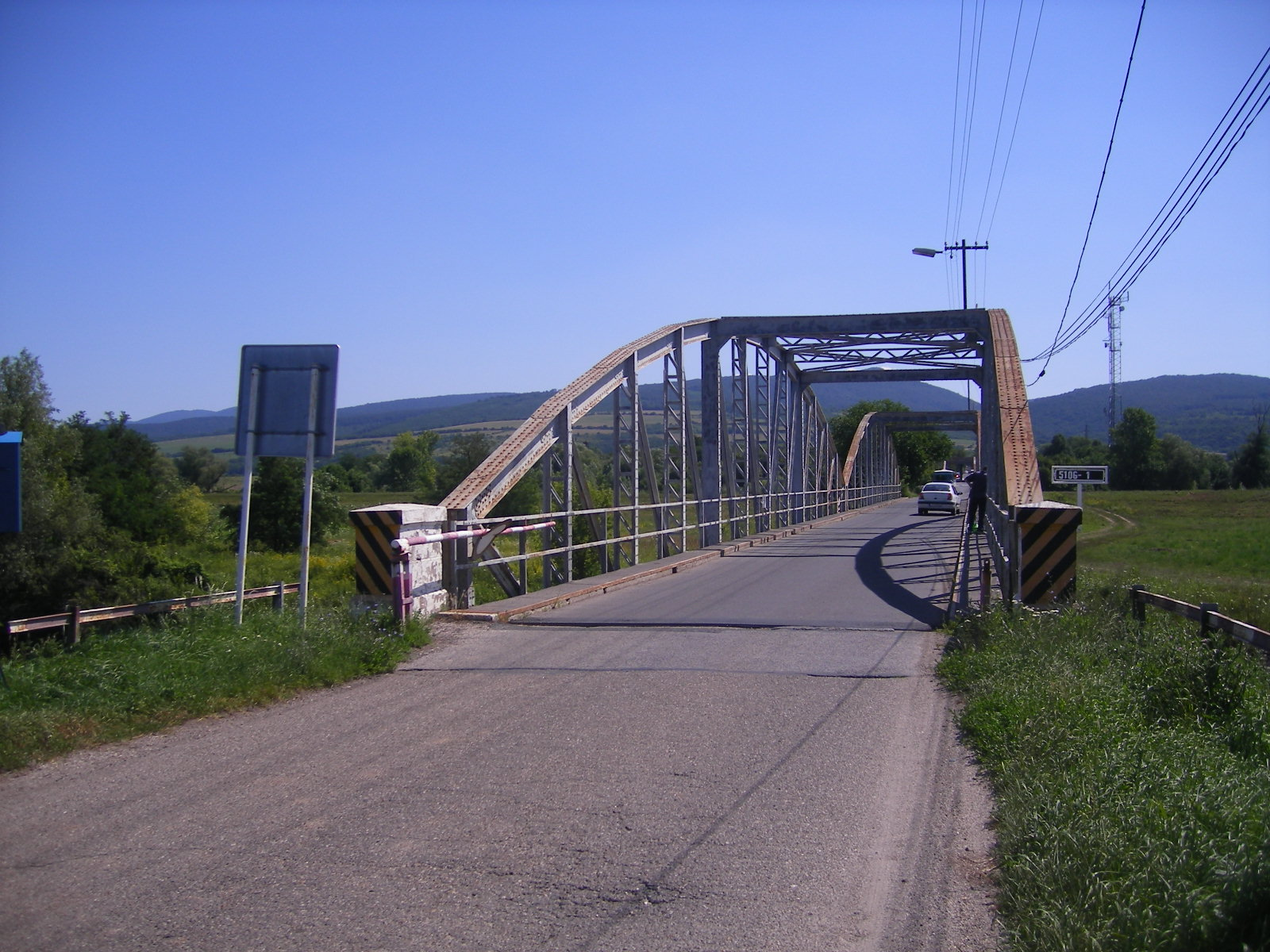
Híd az Ipoly felett
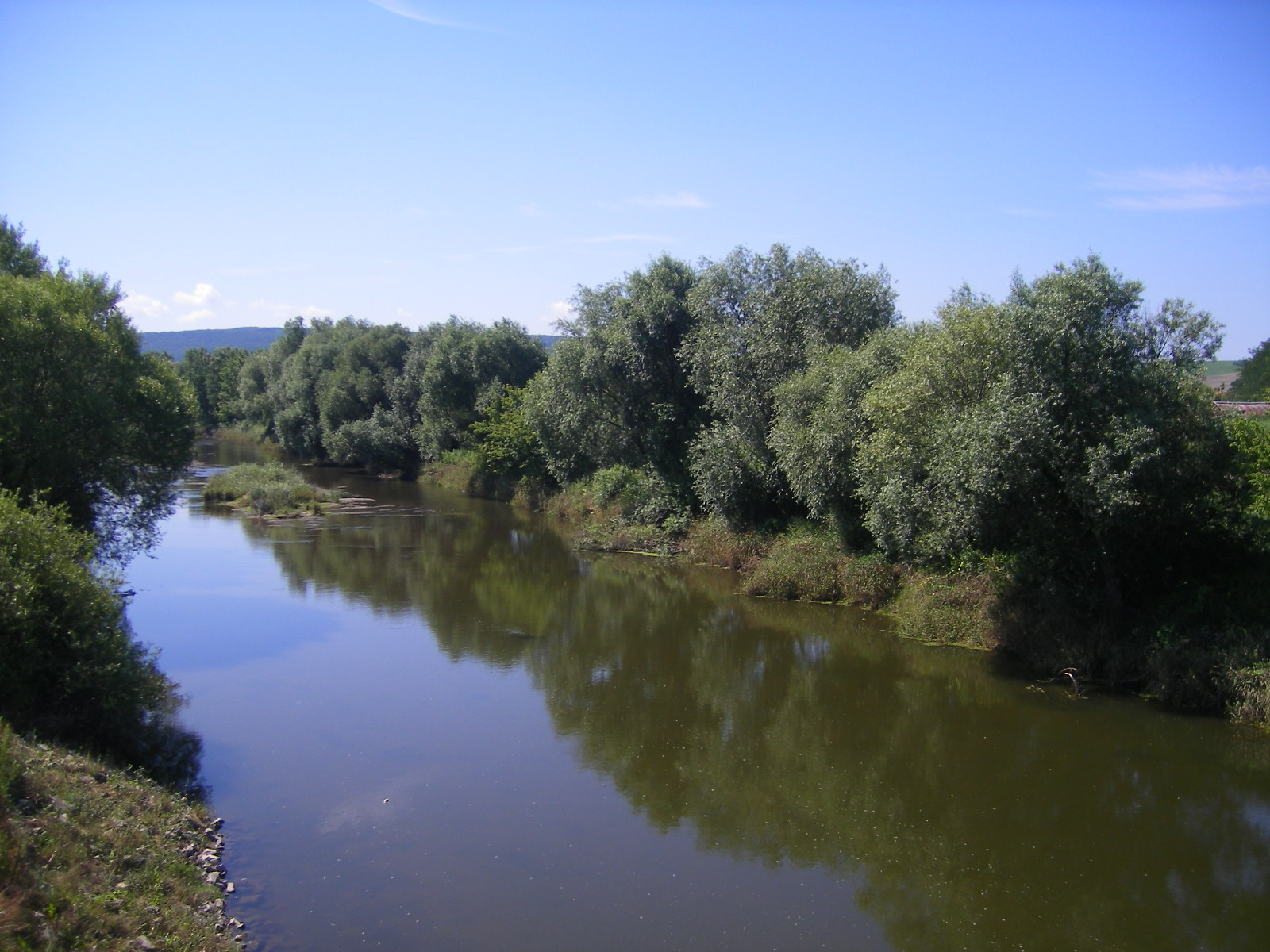
Az Ipoly Szalkánál
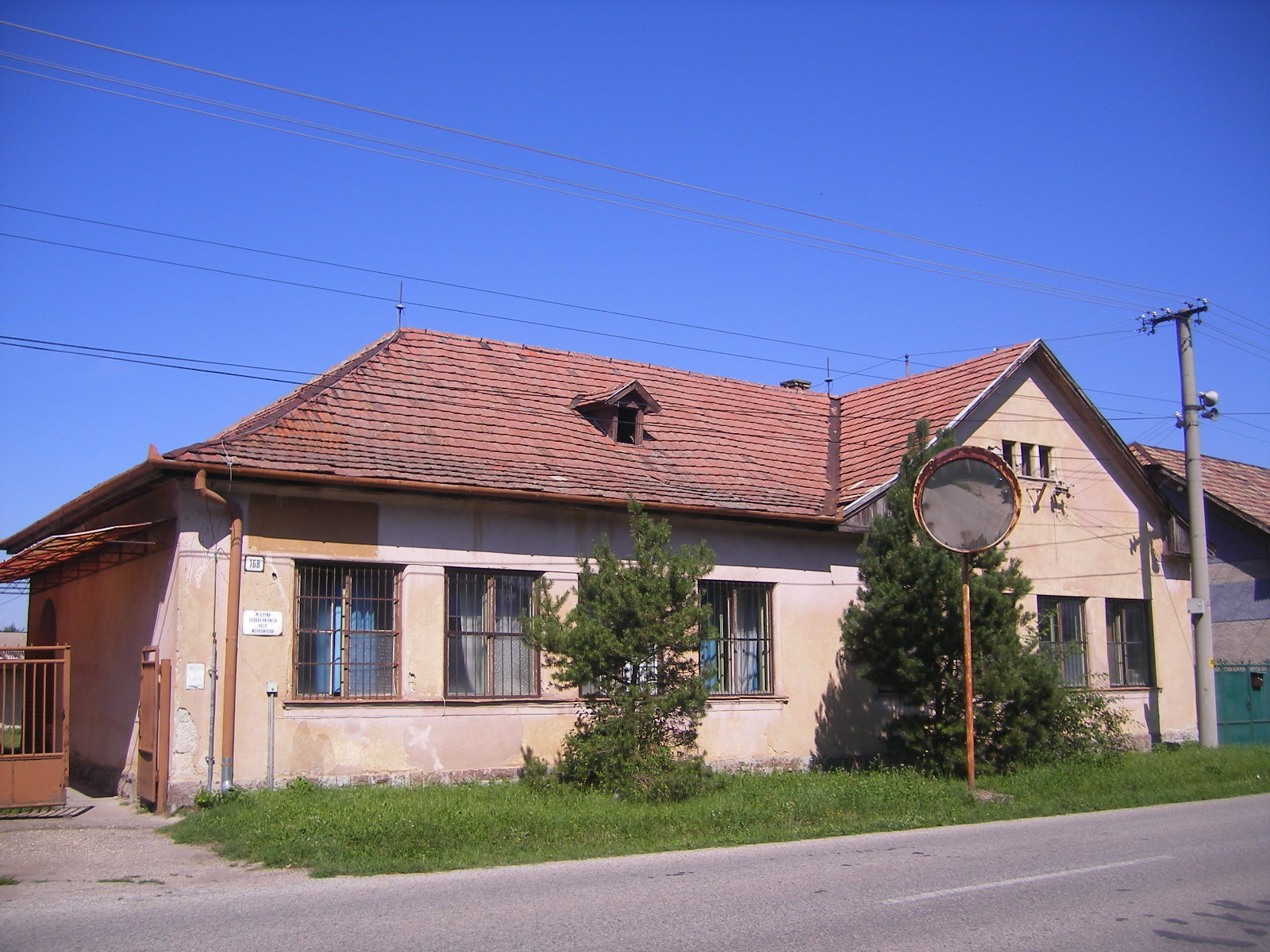
A régi könyvtár épülete
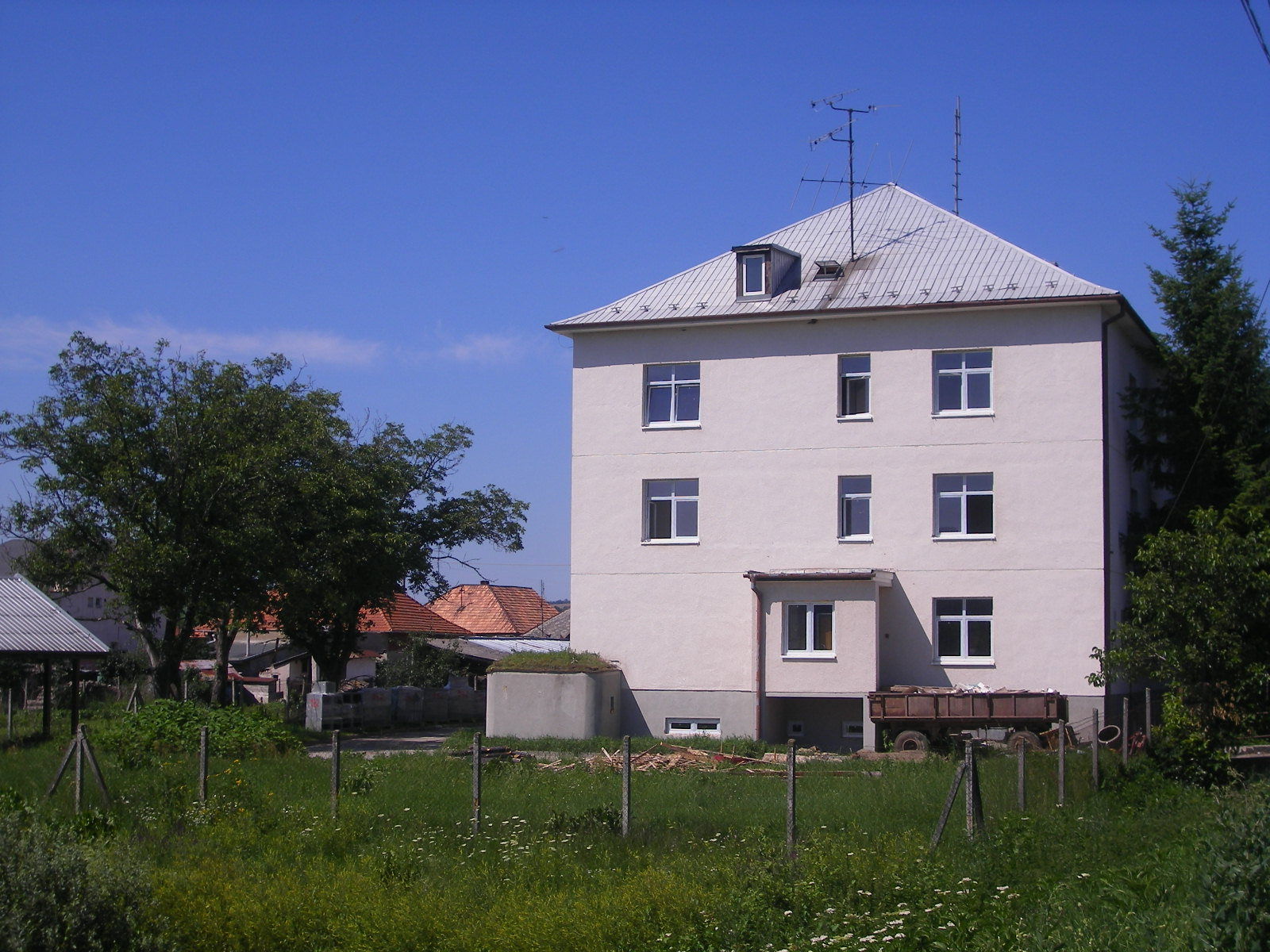
A volt határőrlaktanya épülete
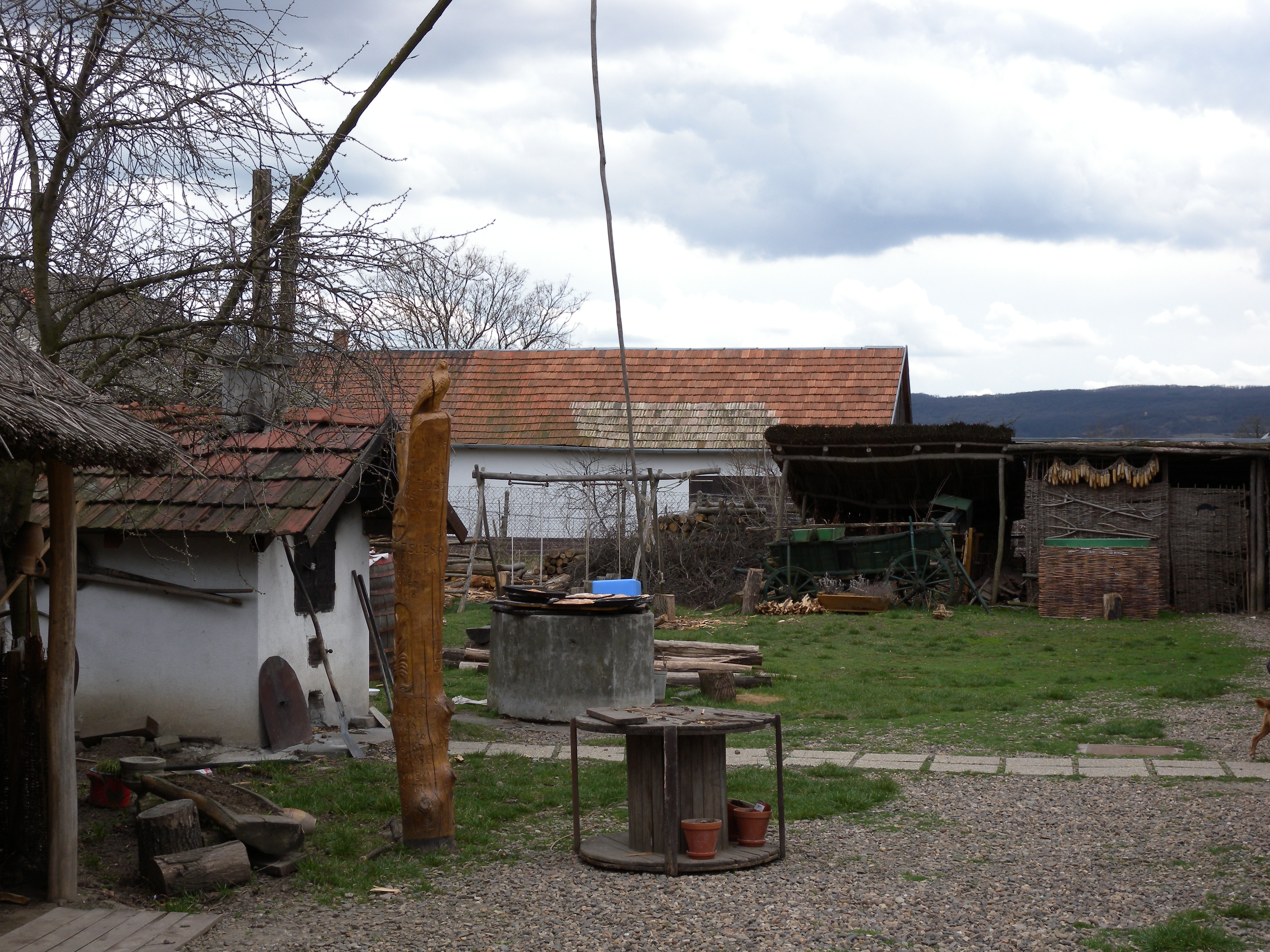
A tájház udvara

## Külső hivatkozások
- Községinfó
- Alapinformációk
- E-obce.sk[halott link]
- Albert István ipolyszalkai képzőművész és festő weboldala